# タイ王国首都圏警察
タイ王国首都圏警察（タイ語：กองบัญชาการตำรวจนครบาล タイ語略：บชน.、英語：Metropolitan Police Bureau）は、タイ王国国家警察庁の一部局。「タイ首都圏警察」「首都警察」とも記述される。

## 概要
首都圏警察は、バンコク都において犯罪の防止および取り締まり、治安の維持、王室、重要人物、国民の護衛、さらに国民の生活の手助けを行う。警察官は法規、刑法に従って公務を遂行することを旨とし、王国内の安全保障任務を行う。さらに関係諸機関、地域住民とも密接に連絡を取り合い、相互に公共の災害を軽減するための任務を分担し、協力していく。それにより、地域、住民に配慮し、適切に市民を犯罪被害から救うことを目的とする。

## 歴史
（以前の歴史はタイ王国国家警察庁#歴史の項を参照。）
1948年8月24日、内務省警察局下で昇格し、首都圏警察本部（กองบัญชาการตำรวจนครบาล）となる。
1961年、プラナコーン区パーンファー橋に本庁舎を構えるが、1973年10月13日に火災により焼失、パーヤータイ消防警察署に移転統合した。 
1992年10月14日、シリントーン内親王の臨席の下、現在の新庁舎が落成。

## 本部所在地
バンコク ドゥシット区 シーアユッタヤー通り 323（323 ถนนศรีอยุธยา แขวงดุสิต เขตดุสิต กรุงเทพมหานคร 10300 ）

## 組織

### 下部部局
- 本部 （กองบังคับการอำนวยการ)
- 首都圏警察第1方面本部（กองบังคับการตำรวจนครบาล 1:น.1）
- 首都圏警察第2方面本部（กองบังคับการตำรวจนครบาล 2:น.2）
- 首都圏警察第3方面本部（กองบังคับการตำรวจนครบาล 3:น.3）
- 首都圏警察第4方面本部（กองบังคับการตำรวจนครบาล 4:น.4）
- 首都圏警察第5方面本部（กองบังคับการตำรวจนครบาล 5:น.5）
- 首都圏警察第6方面本部（กองบังคับการตำรวจนครบาล 6:น.6）
- 首都圏警察第7方面本部（กองบังคับการตำรวจนครบาล 7:น.7）
- 首都圏警察第8方面本部（กองบังคับการตำรวจนครบาล 8:น.8）
- 首都圏警察第9方面本部（กองบังคับการตำรวจนครบาล 9:น.9）
- 交通警察部 （กองบังคับการตำรวจจราจร）
- 特別捜査任務部（กองบังคับการสายตรวจและปฏิบัติการพิเศษ）
- 群集管理統制部（กองบังคับการอารักขาและควบคุมฝูงชน）[1]
- 情報技術センター（ศูนย์เทคโนโลยีสารสนเทศ）
- 青少年・女性安全センター(กองกำกับการสวัสดิภาพเด็กและสตรี）
- 捜査センター（ศูนย์สืบสวน）

### 所轄警察署
全9方面本部、87箇所の所轄警察署（สถานีตำรวจนครบาล）は以下の通り。
| 第1方面 | 第2方面 | 第3方面 |
| - チャナソンクラーム署 （สถานีตำรวจนครบาลชนะสงคราม) - ナーンルーン署 （สถานีตำรวจนครบาลนางเลิ้ง） - サームセーン署 （สถานีตำรวจนครบาลสามเสน） - ドゥシット署 （สถานีตำรวจนครบาลดุสิต） - パヤータイ署 （สถานีตำรวจนครบาลพญาไท） - マッガサン署 （สถานีตำรวจนครบาลมักกะสัน） - フワイクワーン署 （สถานีตำรวจนครบาลห้วยขวาง） - ディンデーン署 （สถานีตำรวจนครบาลดินแดง） | - バーンスー署 （สถานีตำรวจนครบาลบางซื่อ） - スッティサーン署 （สถานีตำรวจนครบาลสุทธิสาร） - パホンヨーティン署 （สถานีตำรวจนครบาลพหลโยธิน） - プラチャーチュン署 （สถานีตำรวจนครบาลประชาชื่น） - バーンポー署 （สถานีตำรวจนครบาลบางโพ） - タオプーン署 （สถานีตำรวจนครบาลเตาปูน） - トゥンソーンホーン署 （สถานีตำรวจนครบาลทุ่งสองห้อง） - バーンケーン署 （สถานีตำรวจนครบาลบางเขน） - ドーンムアン署 （สถานีตำรวจนครบาลดอนเมือง） - サーイマイ署 （สถานีตำรวจนครบาลสายไหม） - カンナーヤーオ署 （สถานีตำรวจนครบาลคันนายาว） - コーククラーム署 （สถานีตำรวจนครบาลโคกคราม） | - ミーンブリー署 （สถานีตำรวจนครบาลมีนบุรี） - ニミットマイ署 （สถานีตำรวจนครบาลนิมิตรใหม่） - ノーンチョーク署 （สถานีตำรวจนครบาลหนองจอก） - ラートクラバン署 （สถานีตำรวจนครบาลลาดกระบัง） - ロムグラオ署 （สถานีตำรวจนครบาลร่มเกล้า） - チャローングルン署 （สถานีตำรวจนครบาลฉลองกรุง） - ヂョーラケーノーイ署 （สถานีตำรวจนครบาลจระเข้น้อย） - ラムヒン署 （สถานีตำรวจนครบาลลำหิน） - ラムパックチー署 （สถานีตำรวจนครบาลลำผักชี） - スウィンタウォン署 （สถานีตำรวจนครบาลสุวินทวงศ์） - プラチャーサムラーン署 （สถานีตำรวจนครบาลประชาสำราญ） |

| 第4方面 | 第5方面 | 第6方面 |
| - チョークチャイ署 （สถานีตำรวจนครบาลโชคชัย） - ワントーンラーン署 （สถานีตำรวจนครบาลวังทองหลาง） - ラートプラーオ署 （สถานีตำรวจนครบาลลาดพร้าว） - フアマーク署 （สถานีตำรวจนครบาลหัวหมาก） - ブンクム署 （สถานีตำรวจนครบาลบึงกุ่ม） - バーンチャン署 （สถานีตำรวจนครบาลบางชัน） | - トゥンマハーメーク署 （สถานีตำรวจนครบาลทุ่งมหาเมฆ） - ルムピニー署 （สถานีตำรวจนครบาลลุมพินี） - バーンポーンパーン署 （สถานีตำรวจนครบาลบางโพงพาง） - ワットプラヤーグライ署 （สถานีตำรวจนครบาลวัดพระยาไกร） - トーンロー署 （สถานีตำรวจนครบาลทองหล่อ) - クローンタン署 （สถานีตำรวจนครบาลคลองตัน） - バーンナー署 （สถานีตำรวจนครบาลบางนา） - プラカノーン署 （สถานีตำรวจนครบาลพระโขนง） - ウドムスック署 （สถานีตำรวจนครบาลอุดมสุข） - プラウェート署 （สถานีตำรวจนครบาลประเวศ） | - プララーチャワン署 （สถานีตำรวจนครบาลพระราชวัง) - サムラーンラート署 （สถานีตำรวจนครบาลสำราญราษฎร์) - パラップパラーチャイ第1署 （สถานีตำรวจนครบาลพลับพลาไชย) - ヂャクラワット署 （สถานีตำรวจนครบาลจักรวรรดิ） - バーンラック署 （สถานีตำรวจนครบาลบางรัก） - ヤーンナーワー署 （สถานีตำรวจนครบาลยานนาวา） - パトゥムワン署 （สถานีตำรวจนครบาลปทุมวัน） |

| 第7方面 | 第8方面 | 第9方面 |
| - ブッカロー署 （สถานีตำรวจนครบาลบุคคโล） - バーンイールア署 （สถานีตำรวจนครบาลบางยี่เรือ） - ブッパパーラーム署 （สถานีตำรวจนครบาลบุปผาราม） - サムレー署 （สถานีตำรวจนครบาลสำเหร่） - タラートプルー署 （สถานีตำรวจนครบาลตลาดพลู） - バーンコークヤイ署 （สถานีตำรวจนครบาลบางกอกใหญ่） - タープラ署 （สถานีตำรวจนครบาลท่าพระ） - パーククローンサーン署 （สถานีตำรวจนครบาลคลองสาน） - ソムデートヂャオプラヤー署 （สถานีตำรวจนครบาลสมเด็จเจ้าพระยา） - バーンコークノーイ署 （สถานีตำรวจนครบาลบางกอกน้อย） - バーンクンノン署 （สถานีตำรวจนครบาลบางขุนนนท์） - バーンパラット署 （สถานีตำรวจนครบาลบางพลัด） - バーンイーカン署 （สถานีตำรวจนครบาลบางยี่ขัน） - ボウォンモンコン署 （สถานีตำรวจนครบาลบวรมงคล） - タリンチャン署 （สถานีตำรวจนครบาลตลิ่งชัน） - タンマサーラー署 （สถานีตำรวจนครบาลธรรมศาลา） | - ラートブーラナ署 （สถานีตำรวจนครบาลราษฏร์บูรณะ） - トゥンクル署 （สถานีตำรวจนครบาลทุ่งครุ） - バーンモット署 （สถานีตำรวจนครบาลบางมด） - バーンコーレーム署 （สถานีตำรวจนครบาลบางคอแหลม） | - パーシーヂャルーン署 （สถานีตำรวจนครบาลภาษีเจริญ） - ノーンケーム署 （สถานีตำรวจนครบาลหนองแขม） - ノーンカーンプルー署 （สถานีตำรวจนครบาลหนองค้างพลู） - ペットガセーム署 （สถานีตำรวจนครบาลเพชรเกษม） - ラックソーン署 （สถานีตำรวจนครบาลหลักสอง） - バーンサオトン署 （สถานีตำรวจนครบาลบางเสาธง） - サーラーデーン署 （สถานีตำรวจนครบาลศาลาแดง） - バーンクットティアム署 （สถานีตำรวจนครบาลบางขุนเทียน） - サメーダム署 （สถานีตำรวจนครบาลแสมดำ） - ターカーム署 （สถานีตำรวจนครบาลท่าข้าม） - ティアンターレー署 （สถานีตำรวจนครบาลเทียนทะเล） - バーンボーン署 （สถานีตำรวจนครบาลบางบอน） |

## 関連事項
- タイ王国国家警察庁
- アリンタラート26警察特殊部隊 -首都警察特別捜査任務部所属のＳＷＡＴ